# San Miguel Ixtahuacán
San Miguel Ixtahuacán è un comune del Guatemala facente parte del dipartimento di San Marcos.
Il suo territorio è lambito dal placido scorrere del fiume Cabajchum.